# 比特幣現金
比特幣現金（貨幣符號為BCH）是加密货币比特幣因比特幣擴展性問題在Block 478558（2017年8月1日）进行的一个硬分叉（hard fork）。

## 歷史
比特幣現金的計畫最先由中國比特幣挖礦機公司比特大陆（Bitmain）提出。比特幣現金的區塊大小為8MB，而比特幣的區塊大小則於同一日決定從1MB於六個月內增加到2MB。

## 争议
部分人认为，比特幣現金的設計使其較接近企業機構中心化，因為數據量變大, 使得個人電腦無法處理其計算量，與比特幣去中心化個人私有的原旨不同，所以分叉出來成為獨立的數位投資產品，比較沒有貨幣的屬性。
而另有部分人认为，唯比特幣現金的扩容是最好办法，SegWit并不能担此大任。一方面，SegWit反而因需要额外的查询时间而降低了计算下一区块的矿工的挖矿效率，從而导致矿工弃之而选择性价比更高的非SegWit交易；另一方面，因为交易信息依然需要写入区块链，启用SegWit后并不能根本上解决区块过小导致的交易堵塞。

另外，这部分人认为bitcoin core之后为比特币添加的SegWit并非比特幣设计者中本聪的本愿，它把原先一整条区块链拆分为主链和签名认证链，而这样的比特币其血统并不纯正也不安全。

## 贸易和使用
比特币现金（Bitcoin Cash）在数字货币交易所交易，使用比特币现金的名称和加密货币的BCH货币符号。2018年3月26日，由于 «流动性不足»，OKEx删除了除BCH/BTC，BCH/ETH和BCH/USDT以外的所有比特币现金种。截至2018年5月，比特币现金的每日交易量约为比特币的十分之一。CoinBase于2017年12月19日上市了比特币现金（Bitcoin Cash），CoinBase平台面临价格偏差，导致内部交易调查。截至2018年8月，比特币现金由BitPay，Coinify和GoCoin等支付服务提供商提供支持。

## 硬分叉
2017年11月13日，比特币现金迎來硬分叉，分为比特币现金原链（BCC），新链（BCH）。在分叉接近2年后，BCC在2019年7月份有大量矿工投入挖掘该链条，完全复活。
2018年11月15日，比特幣現金迎來硬分叉，分為BCHABC（BCH），BCHSV（BSV）。硬分叉主因比特幣現金自從面世以來，礦工之間一直爭論是否回復至原來比特幣之模式。結果，BCHABC維持比特幣現金之設計，而BCHSV則轉回原來比特幣之設計。
分叉以後，BCHABC與BCHSV之間爭奪算力。雙方被指進行惡性競爭，一直未能回本而繼續挖礦，以消滅其他分叉。

## 外部連結
- 官方網站 （页面存档备份，存于）